# Paulo (prefeito pretoriano)
Paulo (em latim: Paulus; em grego: Παῦλος; romaniz.: Paulos) foi um oficial bizantino do século VI, ativo durante o reinado do imperador Justiniano I (r. 527–565). Pouco se sabe sobre sua vida, exceto que ocupou a prestigiosa posição de prefeito pretoriano da África. O exercício do ofício é confirmado pelo sexto apêndice das Novelas de Justiniano, datado de 6 de setembro de 552. Não se sabe quem o antecedeu no posto, sendo possível que tenha sido Atanásio, que esteve ativo na região até ao menos 545, mas pode ter ocupado o ofício por mais tempo. Seu sucessor é igualmente incerto, com o próximo titular conhecido sendo João, ativo em ca. 558.